# Moi, Boy
 (octobre 2021).
Si vous disposez d'ouvrages ou d'articles de référence ou si vous connaissez des sites web de qualité traitant du thème abordé ici, merci de compléter l'article en donnant les références utiles à sa vérifiabilité et en les liant à la section « Notes et références ».

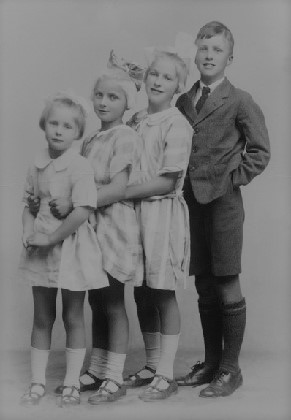
Roald Dahl, âgé de 10 ans, avec ses soeurs Alfhild, Else et Asta. Cardiff, 1927.

Moi, Boy (en anglais, Boy: Tales of Childhood, 1984) est une autobiographie de Roald Dahl dans laquelle il raconte sa vie à partir de sa naissance jusqu'au moment où il part au Tanganyika travailler pour une compagnie pétrolière.
L'œuvre est parue en 1984 en Grande-Bretagne et en français en 1985 chez Gallimard Jeunesse. Dahl y apporta une suite intitulée Going Solo en 1986 où il écrivit ses expériences en tant que pilote de chasse pendant la Seconde Guerre mondiale. Going Solo fut traduit en français sous le titre Escadrille 80.
Le livre s'ouvre sur Point de départ, où Roald commence par raconter les origines de sa famille : son père Harald, originaire d'une petite ville près de l'actuelle Oslo, a décidé de chercher fortune avec son frère Oscar dans les pays les plus susceptibles de leur fournir des raisons de s'enrichir. Harald a ouvert une entreprise de fournitures navales et avec le succès commercial est venue la famille : Harald a épousé Marie, une Française qui lui a donné deux enfants, mais est décédée après la naissance du second. En 1920, la mort de sa sœur Astri a tellement bouleversé Harald qu'il n'a pas prêté attention à sa propre maladie lorsqu'il est tombé malade et est mort peu après. Sofie, qui était enceinte à l'époque, a dû s'occuper seule de ses cinq enfants. 
La première école de Roald a été la crèche " Jardin d'enfants " dirigée par Mme Corfield et Mlle Tucker, près de Llandaff au Pays de Galles. À l'âge de sept ans, Roald a quitté le jardin d'enfants pour aller à la Llandaff Cathedral School, une école primaire pour garçons. Le voilà complice des premières farces anodines qui lui coûteront cependant de sévères châtiments corporels par le directeur M. Coombes. Roald sera souvent puni par des coups de canne, la première fois après avoir mis une souris morte dans un bocal de bonbons dans la confiserie de la ville, tenue par Mme Pratchett. Mais c'est aussi à cette époque qu'il gardera ses meilleurs souvenirs, comme l'extase de voir un garçon plus âgé descendre une colline à toute vitesse à bicyclette sans les mains sur le guidon, ou les vacances d'été annuelles passées en Norvège chez ses grands-parents : une année, Roald est autorisé à participer à une tradition norvégienne, où à la fin d'un grand banquet, les personnes jugées assez âgées reçoivent des petits verres d'alcool très fort. Chacun prononce le nom d'un collègue, ils se regardent en buvant l'alcool. Ainsi pour chacun des convives. La Norvège, composée de tant de petites îles, était un pur plaisir pour la famille qui, chaque jour, changeait de plage pour explorer les îles où les garçons apprenaient à nager et s'adonnaient à toutes sortes d'activités, même la pêche. À l'âge de huit ans environ, un médecin norvégien a retiré les adénoïdes du petit Roald sans anesthésie. 
À l'âge de neuf ans, Roald a vécu sa première aventure en internat à l'école St Peter, la plus proche de chez lui. Parmi les objets qui l'accompagnaient, le plus utile était certainement sa boîte personnelle : une petite boîte en bois avec ses initiales peintes en noir sur le couvercle. Chaque élève en avait un et il faisait partie de sa réserve personnelle, contenant des bonbons ou des fruits qui étaient envoyés à la maison chaque semaine. À l'école St Peter, le dimanche matin est réservé à la correspondance avec les parents : les élèves écrivent en classe des lettres qui seront envoyées à la maison ; elles sont minutieusement vérifiées par le directeur qui relève chaque faute d'orthographe et chaque gros mot qui jette le discrédit sur l'école. Une figure marquante de ce pensionnat est la surveillante : une terrible femme blonde qui dirige l'infirmerie. Une fois, Roald a fait semblant d'avoir l'appendicite pour pouvoir rentrer chez lui pendant quelques jours, ayant le mal du pays, et après un accident de voiture, il a dû se faire opérer du nez. 
De retour au pensionnat, il doit faire face au Capitaine Hardcastle, un professeur terrible et dominateur qui vaut à Roald une nouvelle claque sur les fesses. À treize ans, Roald change d'école et entre à la Repton School, une école privée. Les premières choses qui l'ont marqué sont les uniformes et les Boazers. Les Boazers sont des garçons plus âgés, des préfets , qui ont droit de vie ou de mort  envers  les plus jeunes  : quand ce n'est pas le directeur qui inflige les punitions , ce sont les Boazers. Il faut toutefois préciser que de temps en temps, les élèves recevaient un colis de la grande chocolaterie Cadbury. Les enfants ont dû goûter les barres qui leur ont été envoyées et remplir des notes de préférence et des commentaires sur la qualité. Il a passé deux ans à l'internat et a vu toutes sortes de choses, comme Corkers, un professeur de mathématiques qui faisait semblant d'enseigner. Après avoir quitté l'école, il s'est immédiatement mis à la recherche d'un emploi et a rejoint la Shell Company à l'âge de dix-huit ans. Après le début de la guerre, il doit rejoindre la Royal Air Force, mais un accident l'empêche de poursuivre son service militaire.

## Points clés de l'histoire

### Les origines de Roald Dahl
*Le père de Roald Dahl, Harald Dahl, et sa mère, Sofie Hesselberg, étaient des Norvégiens qui ont émigré au Pays de Galles avant la Première Guerre mondiale et se sont installés à Cardiff.
Harald et son frère Oscar, nés dans les années 1860, se sont séparés après avoir décidé qu'un meilleur avenir les attendait en dehors de leur Norvège natale. Oscar se rend à La Rochelle, en France.
Harald avait subi un accident malheureux à l'adolescence, se cassant le bras gauche en réparant les dalles du plafond de la maison familiale, puis en tombant de l'échelle. Un médecin est appelé, mais il est ivre à son arrivée et confond le bras fracturé avec une épaule déboîtée. La tentative du médecin de replacer l'épaule a échoué, et Harald a hurlé à l'agonie. La mère d'Harald, qui se trouvait dans sa chambre d'hôpital, a assisté à la scène en état de choc. Le temps qu'elle dise aux médecins d'arrêter, le bras d'Harald était très abîmé. Les médecins ont compris qu'ils avaient fait une erreur et que le seul moyen de ne pas le garder dans cet état était de l'amputer du bras gauche. Harald a vécu avec un seul bras jusqu'à la fin de sa vie, mais il n'a pas laissé l'absence d'un second bras l'entraver ; sa seule limitation sérieuse étant son incapacité à couper le haut d'un œuf à la coque.
Harald Dahl a eu deux enfants de sa première femme, Marie, qui est décédée peu après la naissance de leur deuxième enfant. Il a ensuite épousé Sofie Magdalene Hesselberg, la mère de Roald. Harald était beaucoup plus âgé que Sofie, il était né en 1863 et elle en 1885. Lorsque Roald Dahl naît en 1916, son père est âgé de 53 ans. 

### Tragédie familiale
En 1920, alors que Roald Dahl n'a encore que trois ans, sa sœur Astri, âgée de sept ans, meurt des suites d'une appendicite. Quelques semaines plus tard, le père de Roald Dahl meurt d'une pneumonie. En tant que narrateur du livre,Roald Dahl suggère que son père est mort de chagrin à la suite de la perte de sa fille. La mère de Roald Dahl (qui était enceinte d'un autre enfant) a dû choisir entre ramener la famille en Norvège pour être près de sa famille ou déménager dans une plus petite maison au Pays de Galles pour poursuivre l'éducation des enfants au Royaume-Uni. Elle a rapidement pris la décision de rester dans le sud du Pays de Galles, car elle était déterminée à ce que ses enfants soient scolarisés dans des écoles anglaises, leur père ayant toujours affirmé que les écoles anglaises étaient les meilleures du monde. 

### École primaire
Roald Dahl a commencé à fréquenter l'école primaire "Elm Tree House" de Cardiff en l'année 1921, à l'âge de cinq ans. Il y est resté un an, mais a peu de souvenirs de son passage.

### Les bonbons!!!
Roald écrit sur les différentes confiseries, son amour des sucreries, sa fascination pour la confiserie du coin et, en particulier, sur les échantillons gratuits de barres chocolatées Cadbury qui lui étaient offerts, à lui et à ses camarades de classe, lorsqu'il était élève à l'école de "Repton". Le jeune Dahl rêvait de travailler comme inventeur pour Cadbury, une idée qui, selon,        ,lui, a plus tard inspiré Charlie et la Chocolaterie. Parmi les friandises vendues dans la confiserie de Mme Pratchett figuraient des sorbets au citron, des gouttes de poire et des lacets de réglisse. 

### Le complot de la souris
Dès l'âge de huit ans, Dahl fréquente la Llandaff Cathedral School (en) à Cardiff. Ses amis et lui en voulaient à la propriétaire de la confiserie locale, Mrs Pratchett, une femme âgée et désagréable qui ne se souciait pas de l'hygiène (et décrite par le biographe de Dahl, Donald Sturrock, comme "une distillation comique des deux sœurs sorcières qui, semble-t-il, tenaient la boutique dans la vraie vie". Elles lui ont joué une farce en plaçant une souris morte dans un bocal à gobstopper (équivalent des boules magiques en France) tandis que son ami Thwaites la distrayait en achetant des bonbons. Ils ont été punis par le directeur, après que Mme Pratchett ait identifié Roald Dahl et ses amis comme les élèves responsables de la souris dans le bocal.
Mme Pratchett, qui s'est assise dans le bureau du directeur pour assister aux bastonnades, n'était pas satisfaite après que le premier coup ait été donné et a insisté pour que le directeur donne des coups beaucoup plus durs, ce qu'il a fait : six des coups les plus durs qu'il pouvait donner, tandis que Mme Pratchett rayonnait de joie pendant que chaque garçon subissait sa punition.

### L'école St Peter
À partir de l'âge de neuf ans, Dahl fréquente la St Peter's School, un internat situé à Weston-super-Mare, de neuf à treize ans (1925 à 1929). Il décrit avoir reçu six coups de canne après avoir été accusé d'avoir triché à ses devoirs de classe. Dans l'essai "The Life Story of a Penny", il affirme qu'il a toujours cet essai et qu'il se débrouillait bien jusqu'à ce que la plume de son stylo se casse - les stylos à plume n'étaient pas autorisés à l'école. Il a dû en demander un autre à son camarade de classe lorsque le capitaine Hardcastle l'a entendu et l'a accusé de tricherie, lui infligeant un "stripe", c'est-à-dire que le lendemain matin, il a reçu six coups de canne du directeur, qui a refusé de croire la version des faits de Dahl en raison du statut du capitaine Hardcastle.
La plupart des événements qu'il se rappelle de l'école impliquaient la matrone. Une fois, elle a saupoudré des copeaux de savon dans la bouche d'un élève appelé Tweedie, pour l'empêcher de ronfler. Elle a également envoyé un garçon de six ans, qui aurait jeté une éponge à travers le dortoir, au directeur de l'école. Toujours en pyjama et en robe de chambre, le petit garçon a alors reçu six coups de canne. Wragg, un autre garçon du dortoir de Dahl, a saupoudré du sucre sur le sol du couloir afin qu'ils puissent entendre que la matrone arrivait lorsqu'elle marchait dessus. Lorsque les amis du garçon ont refusé de le dénoncer, toute l'école a été punie par le directeur, qui a confisqué pour le reste du trimestre les clés de leurs boîtes de rangement contenant des colis alimentaires que les élèves avaient reçus de leurs familles. Finalement, il retourne dans sa famille pour Noël. 

### L'université (collège) de Repton et Shell Oil Company
Alors que Dahl arrivait à la fin de son séjour à St Peter, la mère de Roald l'a inscrit à Marlborough ou Repton, mais il a choisi Repton parce que le nom était plus facile à prononcer. Dahl se rend vite compte que Marlborough aurait pu être un meilleur choix, car la vie à Repton était difficile et cruelle. Les préfets, appelés Boazers selon la tradition de l'école, étaient des sadiques invétérés et patrouillaient dans l'école comme une police secrète. Le directeur traitait les élèves de la même manière, et Dahl décrit une occasion où son ami a reçu plusieurs coups de canne brutaux de la part du directeur pour le punir de son mauvais comportement. Selon Dahl, ce directeur était Geoffrey Francis Fisher, qui devint plus tard archevêque de Cantorbéry et évêque de Londres en 1939. Cependant, selon le biographe de Dahl, Jeremy Treglown (en), la mémoire de Dahl était erronée : le passage à tabac a eu lieu en mai 1933, un an après que Fisher ait quitté Repton. Le directeur concerné était en fait John Traill Christie (en), le successeur de Fisher.
Malgré ses difficultés à l'école, Dahl se lie d'amitié avec le professeur de mathématiques et un élève appelé Michael. Même l'un des Boazers, Wilberforce, s'est pris d'affection pour Dahl. Bien qu'il s'agisse d'une punition pour les retards de Dahl, Wilberforce a été impressionné par la façon dont Dahl réchauffait son siège de toilettes et l'a embauché comme son réchauffeur de toilettes personnel. Dahl a également excellé dans les sports et la photographie, quelque chose qu'il dit avoir impressionné divers maîtres de l'école.
Vers la fin de sa scolarité, Dahl a acheté une moto pour 18 £ et l'a stockée dans un garage local, la conduisant souvent dans les rues de Repton et dans la campagne du Derbyshire, et passait devant les maîtres de l'école et les Boazers pendant leur pause déjeuner, sans qu'ils sachent qui il était.
À sa sortie de l'école en 1934, Dahl travaille pour Shell, bien que le directeur de l'école tente de le dissuader en raison de son manque de responsabilité. Dahl est néanmoins intégré à l'entreprise et fait le tour de la Grande-Bretagne dans le cadre de ce travail. Il est devenu un homme d'affaires à Londres et était satisfait. Cependant, il fait un voyage à travers Terre-Neuve avec d'autres garçons et un homme qui avait voyagé en Antarctique avec Scott ; Dahl décrit Terre-Neuve comme "pas vraiment un pays". Il est ensuite affecté à l'Afrique, mais refuse l'Égypte car elle est "trop poussiéreuse". Le directeur choisit alors Dahl pour l'Afrique de l'Est, ce qui le ravit. Le livre se termine par le départ de Dahl pour l'Afrique, sans qu'il ait connaissance de l'ascension d'Adolf Hitler au poste de chancelier d'Allemagne, un homme qui allait bientôt diviser le monde en deux, déclenchant une Seconde Guerre mondiale dans laquelle Dahl allait finalement se battre et subir un accident quasi fatal qui l'a laissé à l'hôpital pendant six mois.